# Parti de la liberté et de la justice (Guyana)
Pour les articles homonymes, voir Parti de la liberté et de la justice.
Le Parti de la liberté et de la justice (en anglais : Liberty and Justice Party ; abrégé LJP) est un parti politique guyanien. Son chef et seul député est Lenox Shuman, qui est également vice-président de l'Assemblée nationale du 1er septembre 2020 au 31 mars 2023.

## Histoire

### Fondation
Le Parti de la liberté et de la justice (LJP) est fondé le 12 janvier 2019 par Lenox Shuman, ancien toshao (chef) du village de Saint Cuthbert's Mission. Bien que le parti reçoit le plus de soutien des électeurs autochtones, il vise à inclure tous les Guyaniens. Dans son discours fondateur, Shuman déclare que le LJP s'oppose à la politique raciale et veut faire pression pour des services gouvernementaux plus efficaces,.

### Élections générales de 2020
Le LJP se présente aux élections générales de 2020 avec Lenox Shuman comme candidat à la présidence de la République. Dans son manifeste, intitulé « Piliers de prospérité », le parti promet des initiatives pour développer l'économie guyanienne et améliorer les possibilités d'éducation. En remportant 2 657 voix, il obtient un siège partagé à l'Assemblée nationale grâce à une alliance électorale avec Un Guyana nouveau et uni et Le nouveau mouvement. Shuman est choisi pour être le député de l'alliance. Il est également élu vice-président de l'Assemblée nationale.
Dans le respect de l'accord ayant permis l'entrer de Lenox Shuman à l'Assemblée nationale comme député, il est remplacé par Asha Kissoon, le 31 mars 2023.

## Résultat électoraux
| Élection | Candidat présidentiel | Votes | %    | Sièges | Rang | +/- |
| -------- | --------------------- | ----- | ---- | ------ | ---- | --- |
| 2020     | Lenox Shuman          | 2 657 | 0,58 | 1 / 65 | 3e   | Nv  |